# John Morgan (Politiker, 1861)

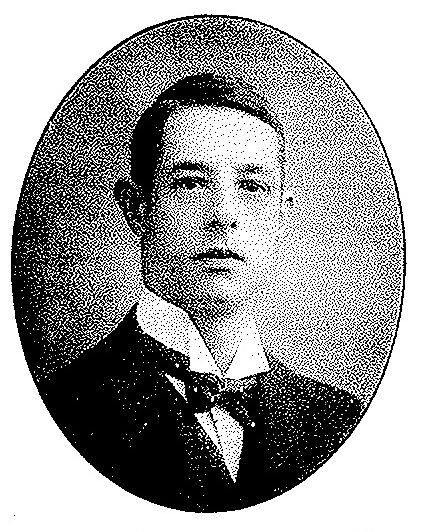
John Lloyd Morgan. Fotografie von 1906

John Lloyd Morgan (* 13. Februar 1861 in Carmarthen; † 17. Mai 1944) war ein britischer Rechtsanwalt, Richter und Politiker, der siebenmal als Abgeordneter in das House of Commons gewählt wurde.

## Leben
John Morgan war ein jüngerer Sohn des anglikanischen Geistlichen William Morgan und dessen Frau Margaret Rees. Sein Vater lehrte als Theologieprofessor am Presbyterian College in Carmarthen. Morgan besuchte das Tettenhall College in Staffordshire und das Owens College in Manchester, ehe er an Trinity Hall in Cambridge studierte. Er schloss sein Studium als Bachelor ab, ehe er 1884 als Barrister am Inner Temple in London zugelassen wurde. Als Kandidat der Liberal Party wurde er 1889 bei einer Nachwahl als Abgeordneter des House of Commons für West Carmarthenshire gewählt. Bei den folgenden Unterhauswahlen bis Januar 1910 wurde er jeweils wiedergewählt. Schließlich legte er sein Mandat wieder, als er Richter am County Court von Carmarthen wurde. Bereits 1906 war er Kronanwalt geworden, und von 1908 bis 1910 war er Recorder von Swansea. 1926 trat er in den Ruhestand.
Bereits 1886 hatte Morgan eine Biographie seines Vaters veröffentlicht. Er bedachte besonders die Union Street Chapel in Carmarthen, die Kirche seines Vaters, mit Spenden, und wurde nach seinem Tod auf dem Friedhof der Kirche beigesetzt.

## Werke
- Life of the Rev. William Morgan ... With sermons. London 1886